# Корпорация развития Содружества
Корпорация развития Содружества (англ. Commonwealth Development Corporation) или CDC Group, ранее называвшаяся Колониальная корпорация развития (англ. Colonial Development Corporation) — британская организация развития, сотрудничающая со многими биржами южной Африки, а также участвующая в благотворительных акциях.
Она была учреждена после войны правительством Клемента Эттли.
В июле 2004 года вышла из CDC Group в формировавшиеся рынки частных инвестиций в акционерный капитал-платформу, Actis Capital. Затем вернула себе прежнее название. CDC остается активным спонсором инвестиционных мероприятий Actis Capital, инвестировав $650 млн на третий фонд фирмы.